# Сісса-Треказалі
Сісса-Треказалі (італ. Sissa Trecasali) — муніципалітет в Італії, у регіоні Емілія-Романья,  провінція Парма. Муніципалітет утворено 1 січня 2014 року шляхом об'єднання муніципалітетів Сісса та Треказалі.
Сісса-Треказалі розташоване на відстані близько 390 км на північний захід від Рима, 100 км на північний захід від Болоньї, 20 км на північ від Парми.
Населення — 7914 осіб (2015).
Щорічний фестиваль відбувається 18 вересня. Покровитель — Madonna delle Spine.

## Демографія
Населення за роками:

## Сусідні муніципалітети
- Гуссола
- Колорно
- Мартіньяна-ді-По
- Парма
- Роккаб'янка
- Сан-Секондо-Парменсе
- Торричелла-дель-Піццо
- Торриле
- Фонтанеллато